# Чемпіонат Європи з футболу серед жінок
Чемпіонат Європи з футболу серед жінок (англ. UEFA European Women's Championship) — головне змагання європейських жіночих футбольних збірних. Турнір проводиться раз на чотири роки.

## Історія
Попередником цього чемпіонату став турнір, що проводився УЄФА з 1980 року. З розвитком жіночого футболу він отримав статус офіційного в 1990 році і став називатися Жіночим чемпіонатом Європи. До 1997 року чемпіонат проводився кожні два роки, потім проміжок був збільшений до чотирьох років.

## Результати
Нижче надано результати фінальних матчів і матчів за третє місце на кожному чемпіонаті
| Рік             | Місце проведення | Фінальна гра | Фінальна гра              | Фінальна гра | матч за 3-е місце      | матч за 3-е місце      | матч за 3-е місце      | матч за 3-е місце |
| Рік             | Місце проведення | Чемпіон      | Рахунок                   | Друге місце  | 3-е місце              | Рахунок                | 4-е місце              |                   |
| --------------- | ---------------- | ------------ | ------------------------- | ------------ | ---------------------- | ---------------------- | ---------------------- | ----------------- |
| 1984 Детальніше | Англія Швеція    | Швеція       | 1–0 0–1 (4–3) по пенальті | Англія       | Данія та Італія        | Данія та Італія        | Данія та Італія        |                   |
| 1987 Детальніше | Норвегія         | Норвегія     | 2–1                       | Швеція       | Італія                 | 2–1                    | Англія                 |                   |
| 1989 Детальніше | ФРН              | ФРН          | 4–1                       | Норвегія     | Швеція                 | 2–1 дод. час           | Італія                 |                   |
| 1991 Детальніше | Данія            | Німеччина    | 3–1 дод. час              | Норвегія     | Данія                  | 2–1 дод. час           | Італія                 |                   |
| 1993 Детальніше | Італія           | Норвегія     | 1–0                       | Італія       | Данія                  | 3–1                    | Німеччина              |                   |
| 1995 Детальніше | Німеччина        | Німеччина    | 3–2                       | Швеція       | Англія та Норвегія     | Англія та Норвегія     | Англія та Норвегія     |                   |
| 1997 Детальніше | Норвегія Швеція  | Німеччина    | 2–0                       | Італія       | Іспанія та Швеція      | Іспанія та Швеція      | Іспанія та Швеція      |                   |
| 2001 Детальніше | Німеччина        | Німеччина    | 1–0 золотий гол           | Швеція       | Данія та Норвегія      | Данія та Норвегія      | Данія та Норвегія      |                   |
| 2005 Детальніше | Англія           | Німеччина    | 3–1                       | Норвегія     | Фінляндія та Швеція    | Фінляндія та Швеція    | Фінляндія та Швеція    |                   |
| 2009 Детальніше | Фінляндія        | Німеччина    | 6–2                       | Англія       | Нідерланди та Норвегія | Нідерланди та Норвегія | Нідерланди та Норвегія |                   |
| 2013 Детальніше | Швеція           | Німеччина    | 1–0                       | Норвегія     | Данія та Швеція        | Данія та Швеція        | Данія та Швеція        |                   |
| 2017 Детальніше | Нідерланди       | Нідерланди   | 4–2                       | Данія        | Австрія та Англія      | Австрія та Англія      | Австрія та Англія      |                   |
| 2022 Детальніше | Англія           | Англія       | 2–1 дод. час              | Німеччина    | Франція та Швеція      | Франція та Швеція      | Франція та Швеція      |                   |
| 2025 Детальніше | Швейцарія        | Англія       | 1–1 (3–1) по пенальті     | Іспанія      | Німеччина та Італія    | Німеччина та Італія    | Німеччина та Італія    |                   |
| 2029 Детальніше |                  |              |                           |              |                        |                        |                        |                   |

## Розподіл медалей за країнами
| Місце               | Країна              | Золото | Срібло | Бронза | Загалом |
| ------------------- | ------------------- | ------ | ------ | ------ | ------- |
| 1                   | Німеччина           | 8      | 1      | 1      | 10      |
| 2                   | Норвегія            | 2      | 4      | 3      | 9       |
| 3                   | Англія              | 2      | 2      | 2      | 6       |
| 4                   | Швеція              | 1      | 3      | 5      | 9       |
| 5                   | Нідерланди          | 1      | 0      | 1      | 2       |
| 6                   | Італія              | 0      | 2      | 2      | 4       |
| 7                   | Данія               | 0      | 1      | 4      | 5       |
| 8                   | Іспанія             | 0      | 1      | 1      | 2       |
| 9                   | Австрія             | 0      | 0      | 1      | 1       |
| 9                   | Франція             | 0      | 0      | 1      | 1       |
| 9                   | Фінляндія           | 0      | 0      | 1      | 1       |
| Загалом (11 збірна) | Загалом (11 збірна) | 14     | 14     | 22     | 50      |

## Статистика виступів збірних
| М  | Команда           | У  | І  | В  | Н | П  | М+  | М— | РМ  | О   |
| -- | ----------------- | -- | -- | -- | - | -- | --- | -- | --- | --- |
| 1  | Німеччина         | 12 | 51 | 38 | 7 | 6  | 113 | 34 | +79 | 121 |
| 2  | Швеція            | 12 | 46 | 25 | 7 | 14 | 82  | 50 | +32 | 82  |
| 3  | Англія            | 10 | 40 | 20 | 5 | 15 | 78  | 60 | +18 | 65  |
| 4  | Норвегія          | 13 | 43 | 19 | 7 | 17 | 60  | 65 | −5  | 64  |
| 5  | Франція           | 8  | 30 | 14 | 9 | 7  | 51  | 39 | +12 | 51  |
| 6  | Данія             | 11 | 36 | 10 | 8 | 18 | 37  | 51 | −14 | 38  |
| 7  | Італія            | 13 | 42 | 10 | 8 | 24 | 44  | 70 | −26 | 38  |
| 8  | Нідерланди        | 5  | 21 | 11 | 3 | 7  | 32  | 24 | +8  | 36  |
| 9  | Іспанія           | 5  | 22 | 10 | 4 | 8  | 34  | 23 | +11 | 34  |
| 10 | Фінляндія         | 5  | 17 | 4  | 4 | 9  | 15  | 30 | −15 | 16  |
| 11 | Австрія           | 2  | 9  | 4  | 3 | 2  | 8   | 4  | +4  | 15  |
| 12 | Бельгія           | 3  | 10 | 3  | 1 | 6  | 10  | 15 | −5  | 10  |
| 13 | Швейцарія         | 3  | 10 | 2  | 3 | 5  | 11  | 16 | −5  | 9   |
| 14 | Ісландія          | 5  | 16 | 1  | 4 | 11 | 10  | 29 | −19 | 7   |
| 15 | Росія             | 5  | 15 | 1  | 3 | 11 | 10  | 31 | −21 | 6   |
| 16 | Португалія        | 3  | 9  | 1  | 2 | 6  | 9   | 23 | −14 | 5   |
| 17 | Україна           | 1  | 3  | 1  | 0 | 2  | 2   | 4  | −2  | 3   |
| 18 | Польща            | 1  | 3  | 1  | 0 | 2  | 3   | 7  | −4  | 3   |
| 19 | Шотландія         | 1  | 3  | 1  | 0 | 2  | 2   | 8  | −6  | 3   |
| 20 | Північна Ірландія | 1  | 3  | 0  | 0 | 3  | 1   | 11 | −10 | 0   |
| 21 | Уельс             | 1  | 3  | 0  | 0 | 3  | 2   | 13 | −11 | 0   |

## Найкращі бомбардири турніру
| Рік  | Гравець                                           | Голів |
| ---- | ------------------------------------------------- | ----- |
| 1991 | Гайді Мур                                         | 4     |
| 1993 | Сюзан Маккензі                                    | 2     |
| 1995 | Лена Відекул                                      | 3     |
| 1997 | Кароліна Морасе Маріан Петтерсен Анджеліка Роухас | 4     |
| 2001 | Клавдія Мюллер Сандра Смізек                      | 3     |
| 2005 | Інка Грінгс                                       | 4     |
| 2009 | Інка Грінгс                                       | 6     |
| 2013 | Лотта Шелін                                       | 5     |
| 2017 | Джоді Тейлор                                      | 5     |
| 2022 | Бет Мід Александра Попп                           | 6     |
| 2025 | Естер Гонсалес                                    | 4     |

## Найкращі гравчині турніру
Офіційна нагорода від УЄФА з 2013 року
| Рік  | Гравець         |
| ---- | --------------- |
| 1984 | Піа Сундхаге    |
| 1987 | Гайді Стере     |
| 1989 | Доріс Фічен     |
| 1991 | Сільвія Найд    |
| 1993 | Хеге Ріїсе      |
| 1995 | Біргіт Прінц    |
| 1997 | Кароліна Мораче |
| 2001 | Ганна Юнгберг   |
| 2005 | Анне Мякінен    |
| 2009 | Інка Грінгс     |
| 2013 | Надін Ангерер   |
| 2017 | Ліке Мартенс    |
| 2022 | Бет Мід         |
| 2025 | Айтана Бонматі  |